# 생물의약기지역
생물의약기지역(중국어: 生物医药基地站, 기획 당시에는 한위안쯔역(중국어: 韩园子站)으로 불림) 또는 성우이야오지디역은 중국 베이징시 다싱구 톈궁위안 가도 융다이로·융싱로 사이 신위안 대가에 위치한 베이징 지하철 다싱선의 지하철역으로, 2010년 12월 30일에 개통하였다.
2021년 1월 20일 10시 15분, 톈궁위안 지역 전염병 발생으로 본 역은 폐쇄 및 운영 중단 조치를 취하였다가, 같은 날 15시 40분부터 본 역은 운영을 재개하였다.

## 위치
생물의약기지역은 신위안 대가(新源大街), 징카이 고속공로 서측, 다싱 경제기술개발구 내에 위치하고 남북 방향으로 이어진다.

## 역 구조

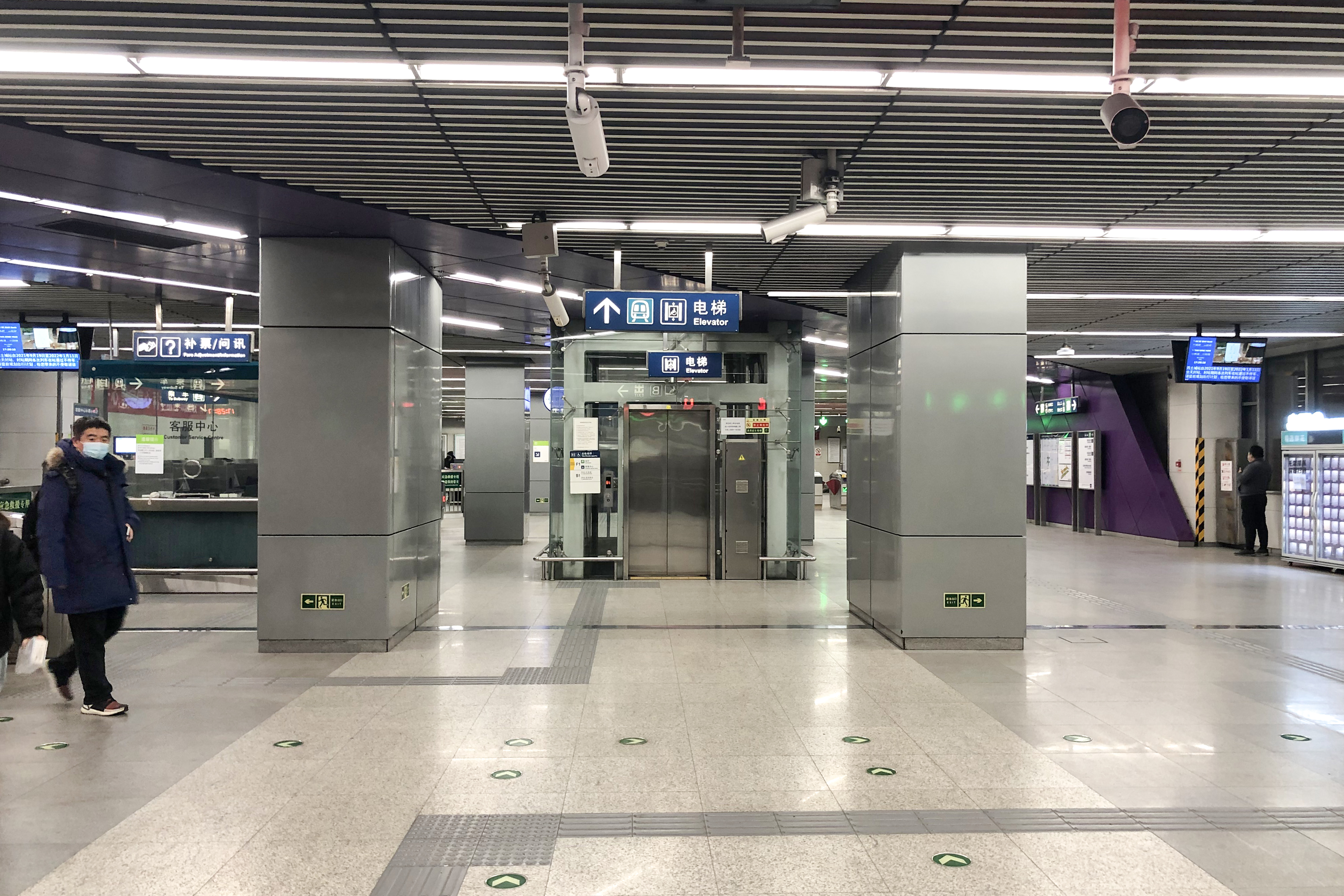
지면층 대합실

본 역은 섬식 승강장 구조의 지하역이다. 출입구는 4개이다 : A(북서쪽), B(북동쪽), C(남동쪽), D(남서쪽).

### 층별 구조
| 지면층 대합실 층   | 대합실                          | A—D출입구, 고객센터, 출입 게이트           |
| 지하 1층 승강장 층 | ←                               | ■ 다싱선 안허차오 북 (4호선) 방면 (이허좡) |
| 지하 1층 승강장 층 | 섬식 승강장, 왼쪽 출입문이 열림 |                                            |
| 지하 1층 승강장 층 | →                               | ■ 다싱선 톈궁위안 방면 (시·종착역)         |

## 출입구
본 역의 4개 출입구는 모두 신위안 거리(新源大街) 서측에 위치하며, 그 중 A출입구와 D출입구는 룽후 베이징 다싱톈제 쇼핑센터 1층과 연결되어 있다.
|                                       |                                                         |                                                                                               |      |             |  |
| 출구                                  | 지시                                                    | 출구 인근                                                                                     | 사진 | 무장애 시설 |  |
| 出口 · A                              |                                                         | 룽후 베이징 다싱톈제 쇼핑센터(龙湖北京大兴天街购物中心)                                       |      |             |  |
| 出口 · B                              | 신위안 대가(新源大街) 서측                              | 베이징 육재 학교 다싱 분교(北京育才学校大兴分校), 다싱 생물의약산업기지(大兴生物医药产业基地) |      |             |  |
| 出口 · C                              | 신위안 대가(新源大街) 서측                              |                                                                                               |      |             |  |
| 出口 · D                              | 룽후 베이징 다싱톈제 쇼핑센터(龙湖北京大兴天街购物中心) |                                                                                               |      |             |  |
| 아이콘 설명: 경사로 \| 같은 층에 위치 |                                                         |                                                                                               |      |             |  |